# MF Nova Star
MF Nova Star – prom pasażersko-samochodowy typu ROPAX użytkowany od 2018 roku przez PŻB.
Jednostka została pozyskana celem obsługi pod marką Polferries linii Gdańsk – Nynäshamn. Prom jednorazowo może zabrać na pokład 1215 pasażerów, w tym 648 w kabinach. Ponadto dysponuje on 248 fotelami lotniczymi. Linia załadunkowa ma łączną długość 2790 metrów (1 575 m dla samochodów ciężarowych oraz 1215 m dla samochodów osobowych).

## Budowa
Prom został zbudowany przez stocznie ST Marine w Singapurze dla francuskiej spółki LD Lines, która zamówiła statek w 2007 roku, podpisując kontrakt opiewający na łączną kwotę 179 milionów dolarów. Jednostka miała operować na kanale La Manche, jednak kontrakt na pozyskanie promu został anulowany w 2011 roku. Wobec zaistniałej sytuacji statek pozostawał własnością jej budowniczego – stoczni ST Marine dopóki nie został przejęty przez Nova Star Cruises w 2014 roku i przemianowany na MV Nova Star.